# Erik Lundin (garvare)

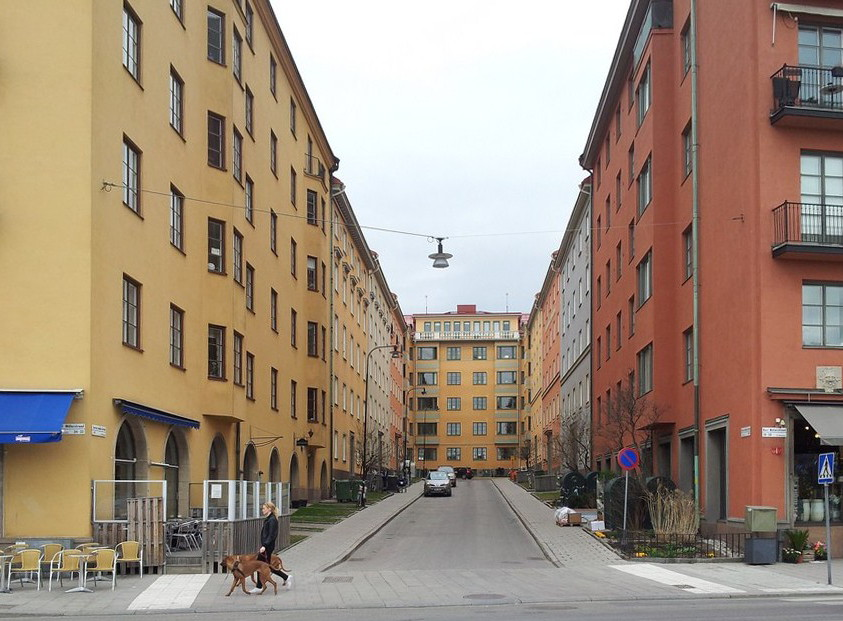
Garvar Lundins gränd

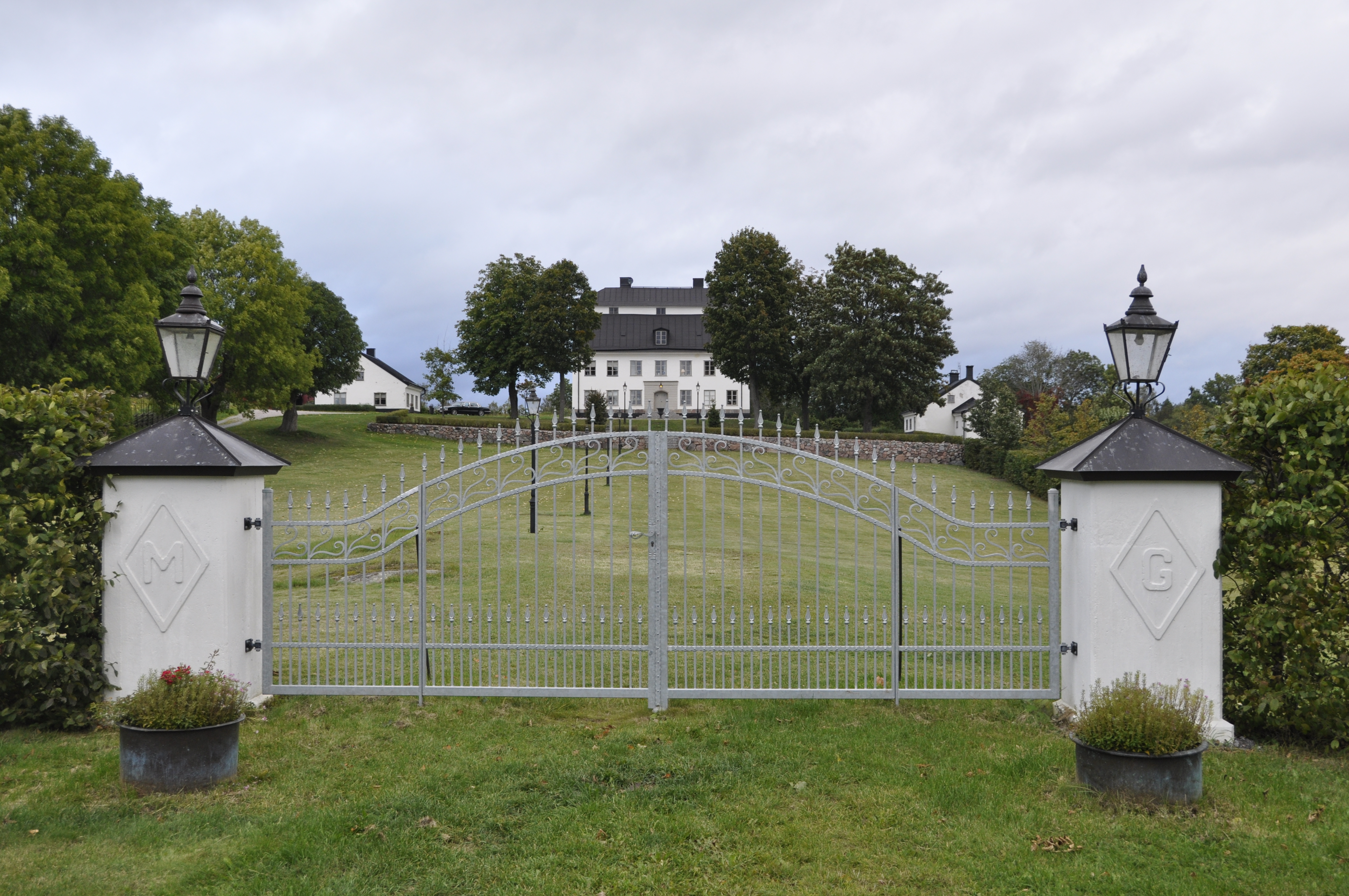
Marums gård 2014

Erik Lundin, född 15 oktober 1777, död  1 november 1839 i Stockholm, var en svensk garvare.
Erik Lundin startade en garverirörelse i Stockholm år 1825 i det kvarter som idag kallas Garvar Lundins gränd. Han gifte sig 27 februari 1827 i Stockholm med Britta Christina Lind, född 21 oktober 1784 i Hudiksvall, död 26 juli 1838 på Marums säteri på Ljusterö.

## Barn inom äktenskapet
1. Johan Erik Lundin Garvare. Född 1817-01-08 i Stockholm. Död 1900-04-23.
2. Carl Peter August Lundin Född 1819-01-22 i Stockholm. Död 1858.
3. Maria Theresia Lundin Född 1820-12-21 i Stockholm. Död 1844-06-28.
4. Anders Wilhelm Lundin Garvare. Född 1822-10-25 i Stockholm. Död 1895-06-20 i Stockholm.
5. Sophia Christina Lundin Född 1824-05-15 i Stockholm. Död 1846-05-27.
6. Frantz Joseph Lundin Född 1826-03-21 i Stockholm. Död 1896-11-06.
7. Conrad Alexander Lundin Född 1827-08-16 i Stockholm. Död 1827-11-04.

## Barn utom äktenskapet
Lundin fick dessutom barn utom äktenskapet med Maria Lotta Larsdotter Ährlund, född 17 september 1796 i Husby-Rekarne socken.
1. Per Gustaf Lundin född 23 augusti 1835 på Marums säteri på Ljusterö.[1][2]